# Libušnje
Libúšnje je majhna hribovska vasica na severozahodu Slovenije, v Občini Kobarid. Libušnje je z okoliškimi kraji (Kamno, Krn, Ladra, Selce, Smast, Vrsno) tvorilo samostojno občino od leta 1866 do leta 1928, ko je bila priključena Občini Kobarid.
Kraj se ponaša z župnijsko cerkvico Sv. Duha, v kateri je imel 27. oktobra 1867 novo mašo slovenski duhovnik in pesnik Simon Gregorčič. Na griču zunaj vasi stoji cerkev sv. Lovrenca s pokopališčem, kjer je Gregorčič pokopan.